# Petropavlovsk-Kamceatski

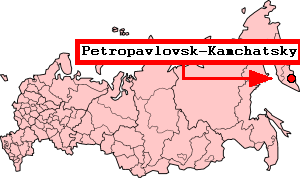
Localizarea orașului Petropavlovsk

Petropavlovsk-Kamceatski (în rusă Петропа́вловск-Камча́тский) este centrul administrativ, industrial și științifico-cultural al regiunii Kamceatka din Rusia. Conform recensământului populației Rusiei din 2013, Petropavlovsk-Kamceatski are o populație de 181.613 de locuitori. În 2010 orașul avea 179.780 de locuitori; în 2002 – 198.028 locuitori, iar în 1989 – 268.747 locuitori.
Orașul a fost fondat de exploratorul Vitus Bering, care a ajuns în golful Avacea în 1740 și a pus piatra de temelie a portului care avea să fie numit după denumirea celor două corăbii ale sale: Sfântul Petru și Sfântul Pavel, corăbii construite la Ohotsk pentru a doua sa expediție. În timpul războiului Crimeii, fortăreață Petropavlovsk a rezistat cu succes asediului forțelor franco-britanice. 
Petropavlovsk a fost o sursă extrem de importantă de pește (în special somon) și de carne de crab pentru piața Uniunii Sovietice. După prăbușirea Uniunii Sovietice, drepturile de pescuit au fost cedate unor firme străine. 
Orașul este așezat pe mai multe dealuri înalte, fiind înconjurat de vulcani. Clima este tip subarctic, media precipitațiilor este de 800 mm, (de trei ori mai mult decât media din Siberia), cea mai mare parte reprezentând-o zăpada. Temperaturile medii din timpul anului sunt mai ridicate decât în Siberia: -7,3 °C iarna și +20 °C vara. 
Orașul are o industrie turistică foarte dezvoltată. Aproximativ 20 de companii turistice oferă programe extrem de variate, de la vânătoarea de urși, la zborul cu parapanta. Deoarece Petropavlovsk-Kamciatski este al doilea oraș din lume, după Iquitos – Peru, la care nu se poate ajunge pe un drum terestru, călătoria până aici este extrem de costisitoare, dar natura extraordinară a peninsulei a făcut să crească foarte mult 
popularitatea în rândul turiștilor internaționali. 

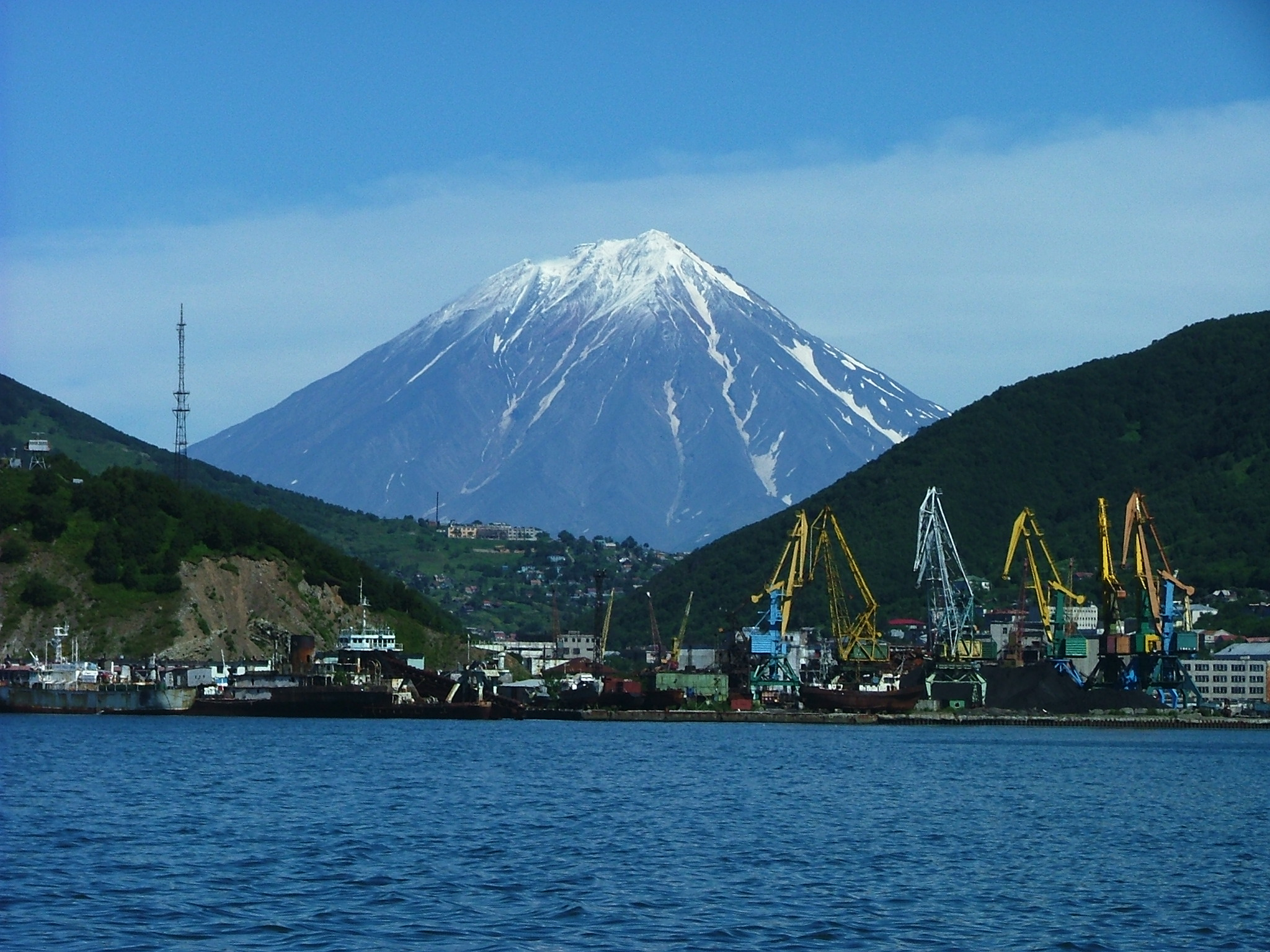
Petropavlovsk, vedere dinspre Golful Avacia
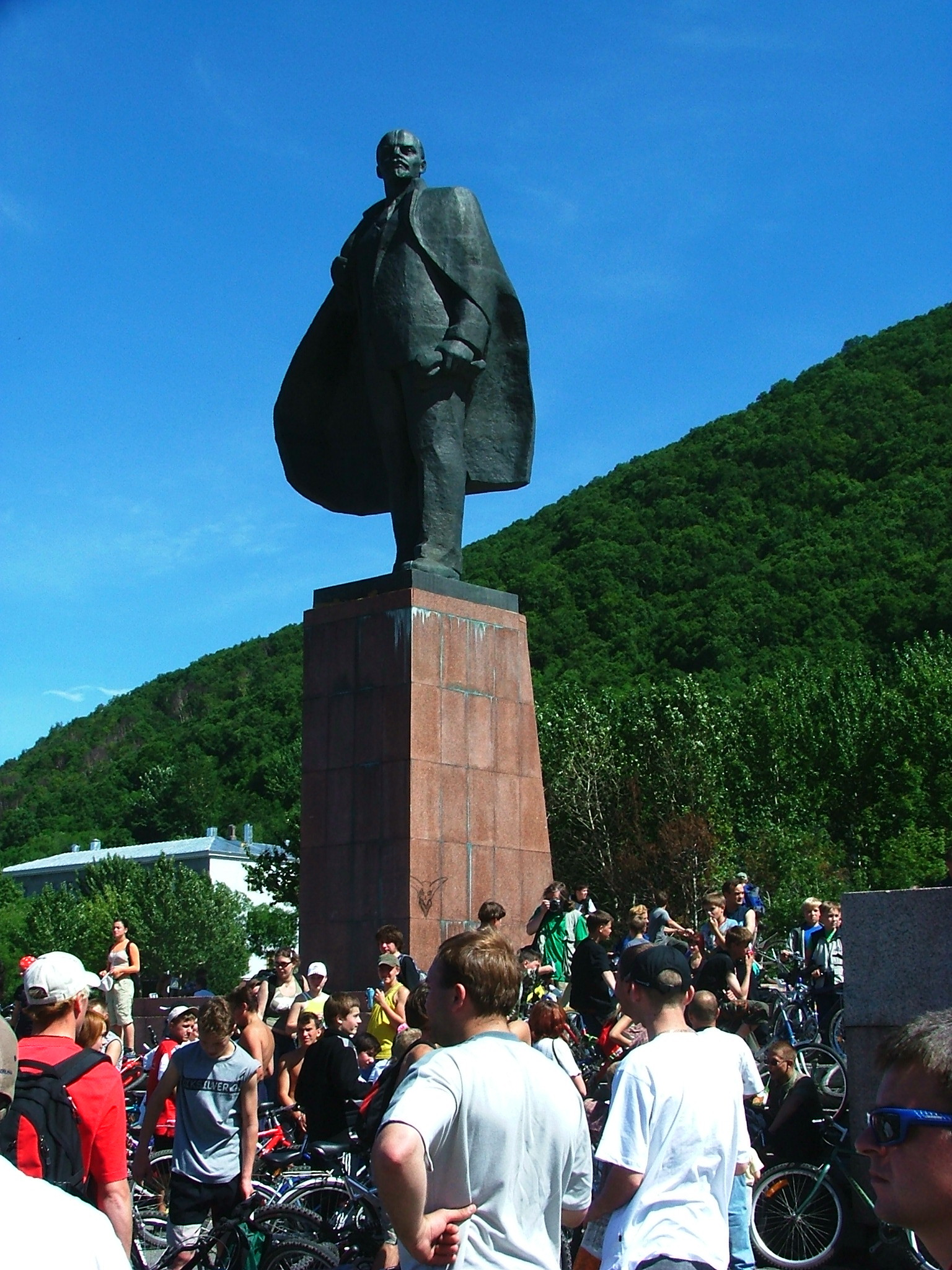
Piaţa Lenin
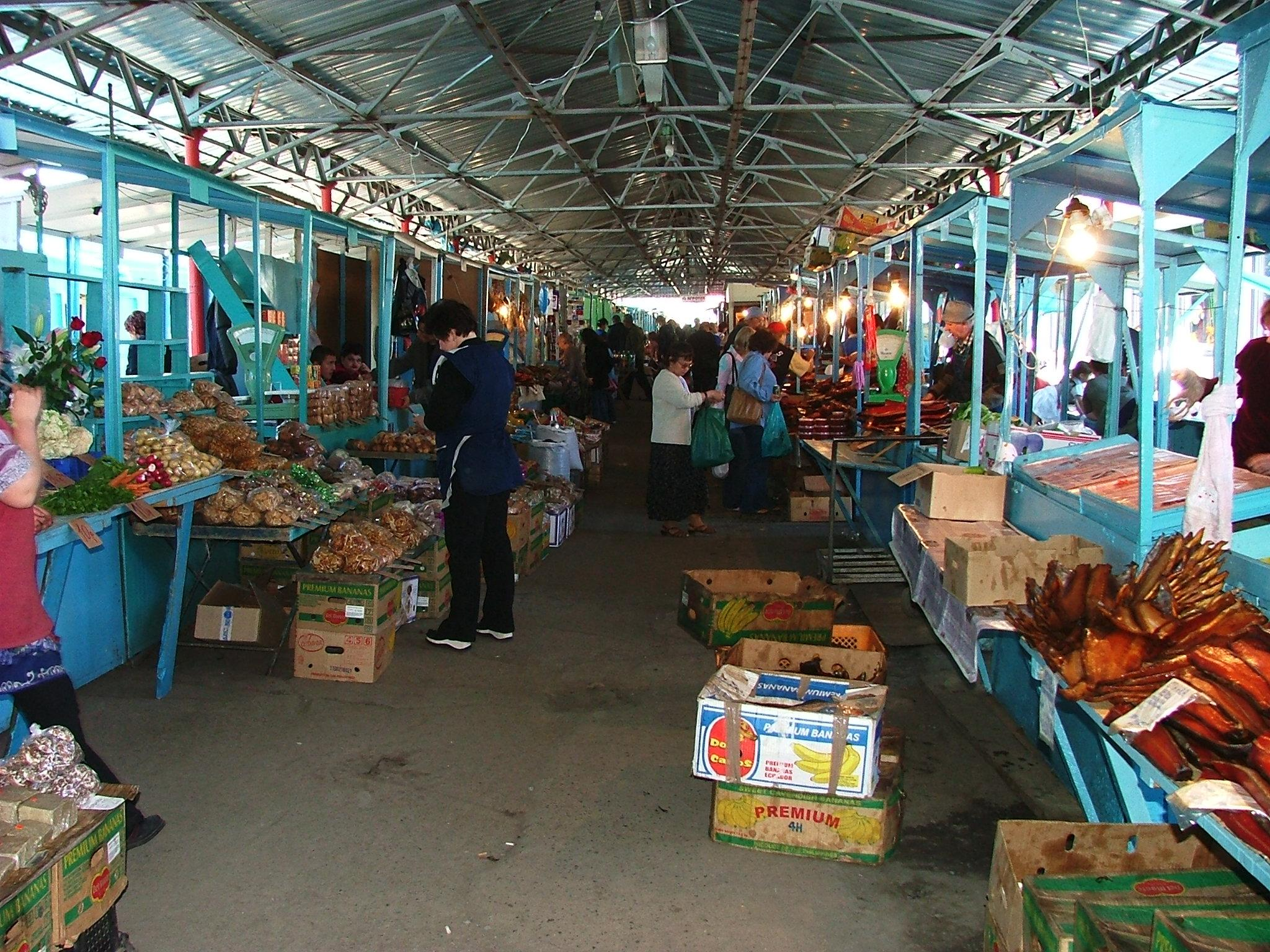
Piaţă agroalimentară
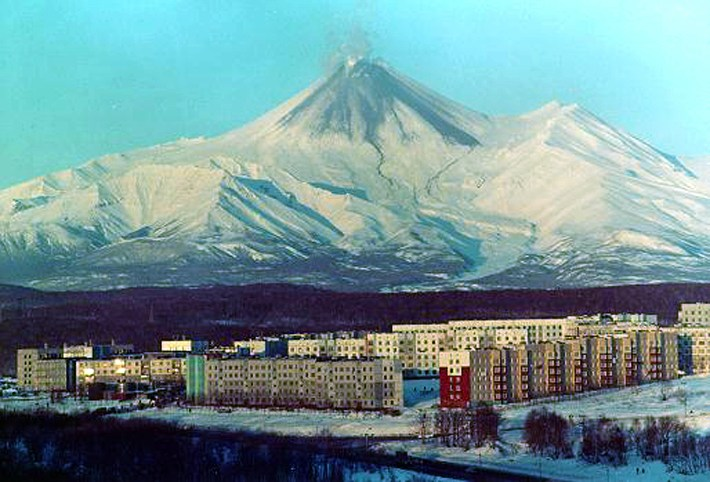
Vedere spre Vulcanul Avacia